# Англійські троянди

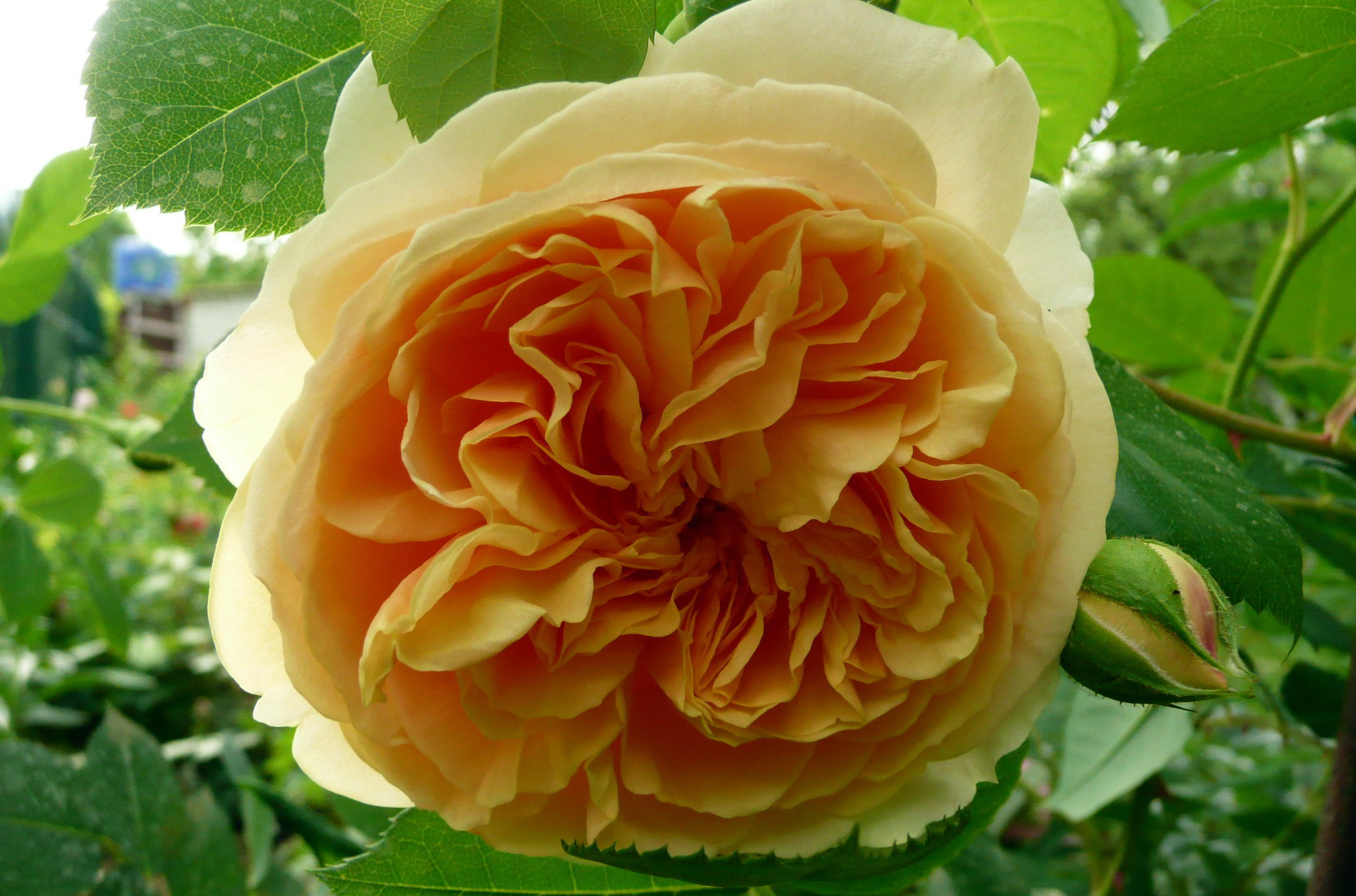
Англійська троянда Golden Celebration

Англійські троянди (англ. English Rose) — група сортів троянд створених в останній чверті XX століття англійським селекціонером Девідом Остіном. Більша частина сортів належить до класу Шраби.
Англійські троянди отримані в результаті схрещування французької, дамаської, бурбонської та інших троянд з сучасними сортами чайно-гібридних троянд і троянд класу Флорібунда.
Англійські троянди відрізняються від інших сучасних сортів формою квітки і будовою куща. Вони поєднують в собі переваги старовинних сортів троянд (гармонійну форму куща, різноманітність ароматів квіток) зі стійкістю до хвороб, різноманітністю відтінків і добре вираженим повторним або безперервним цвітінням властивим сучасним сортам чайно-гібридних троянд і троянд класу флорибунда.
Англійські троянди поєднують в собі кущову манеру і аромат старовинних шипшин, великі махрові квіти і велику палітру забарвлень сучасних чайних гібридів, а також рясне безперервне цвітіння троянд флорибунда.

## Сорти

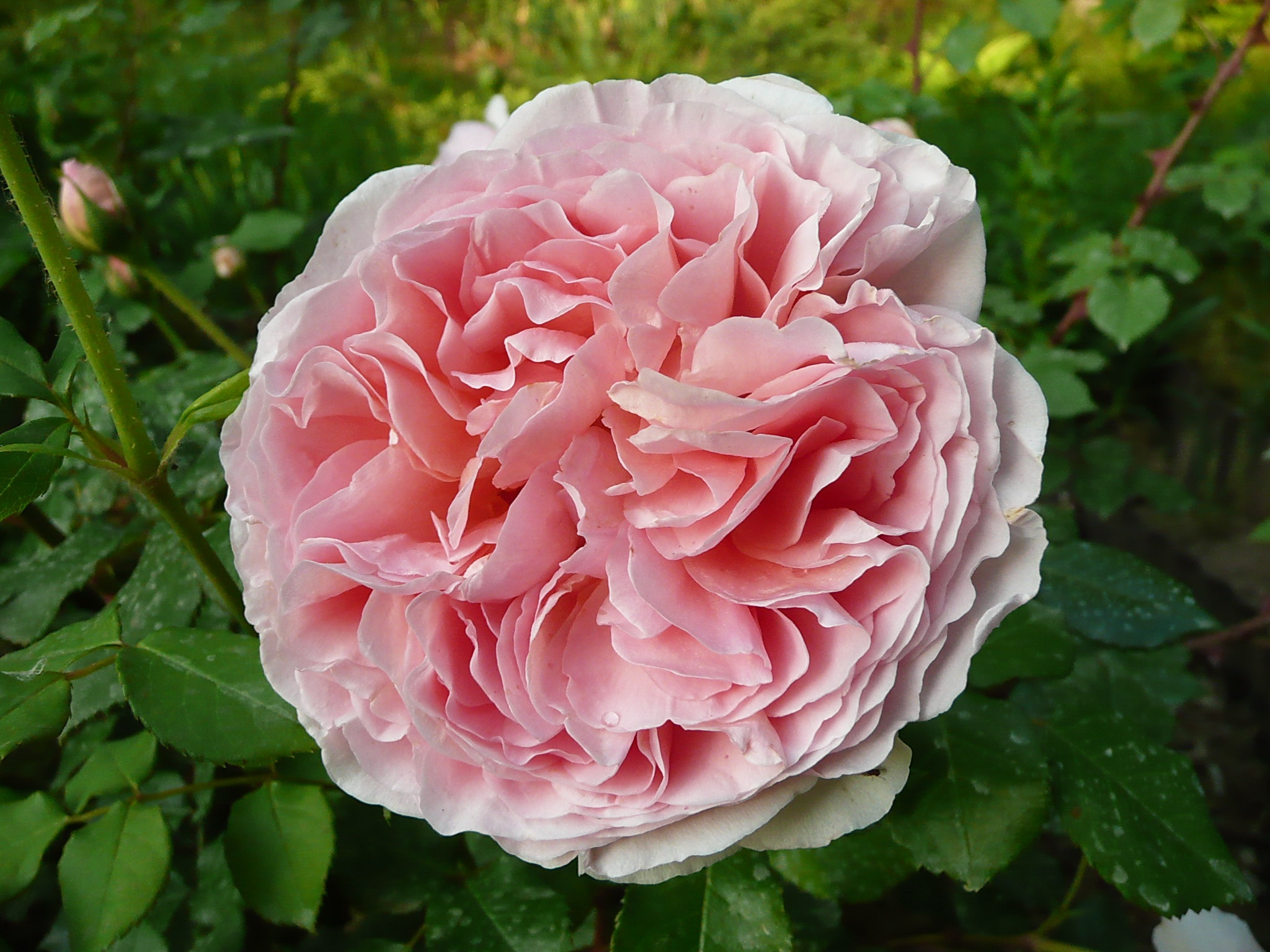
Англійська троянда Abraham Darby

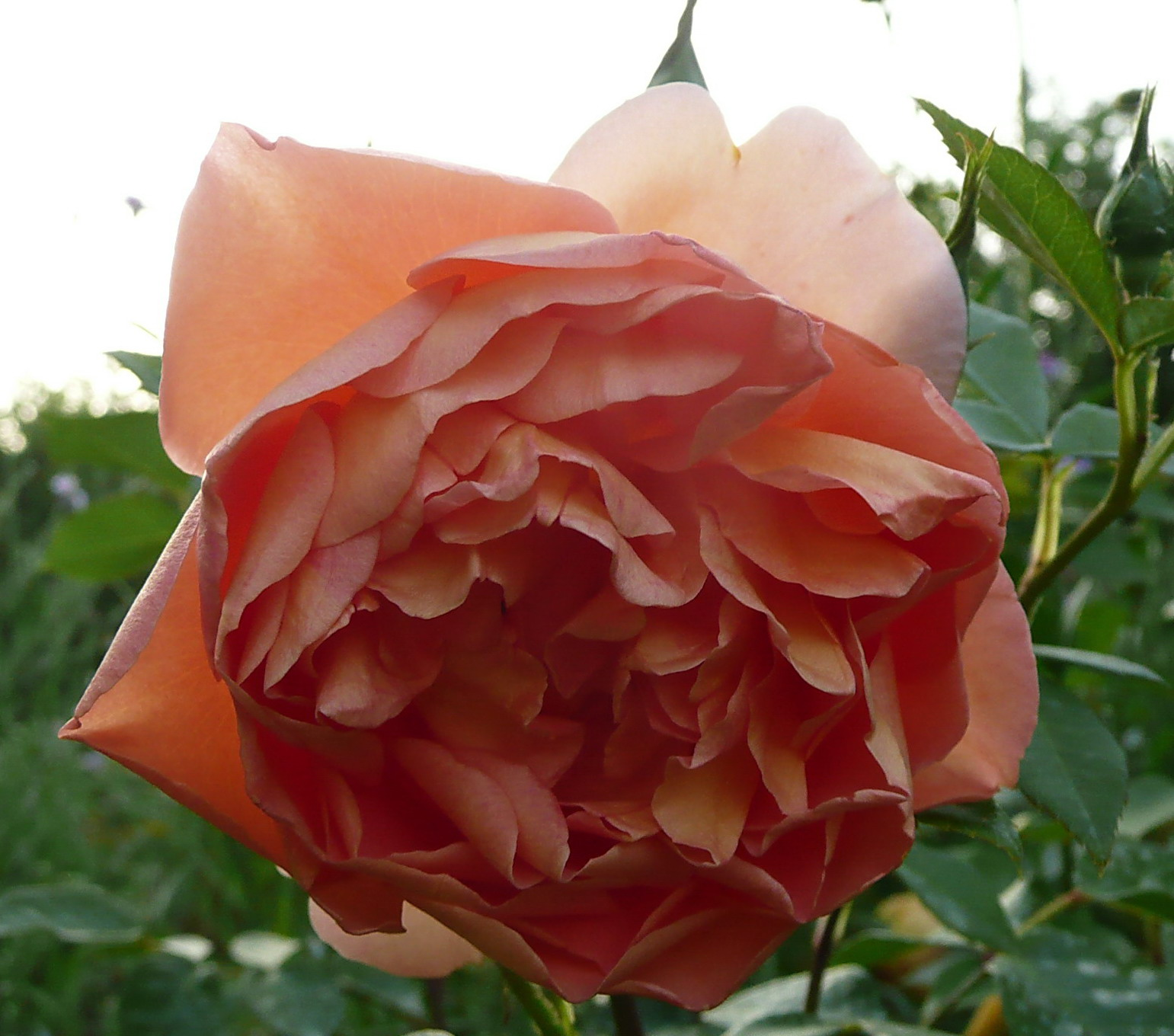
Англійська троянда Д.Остіна Pat Austin

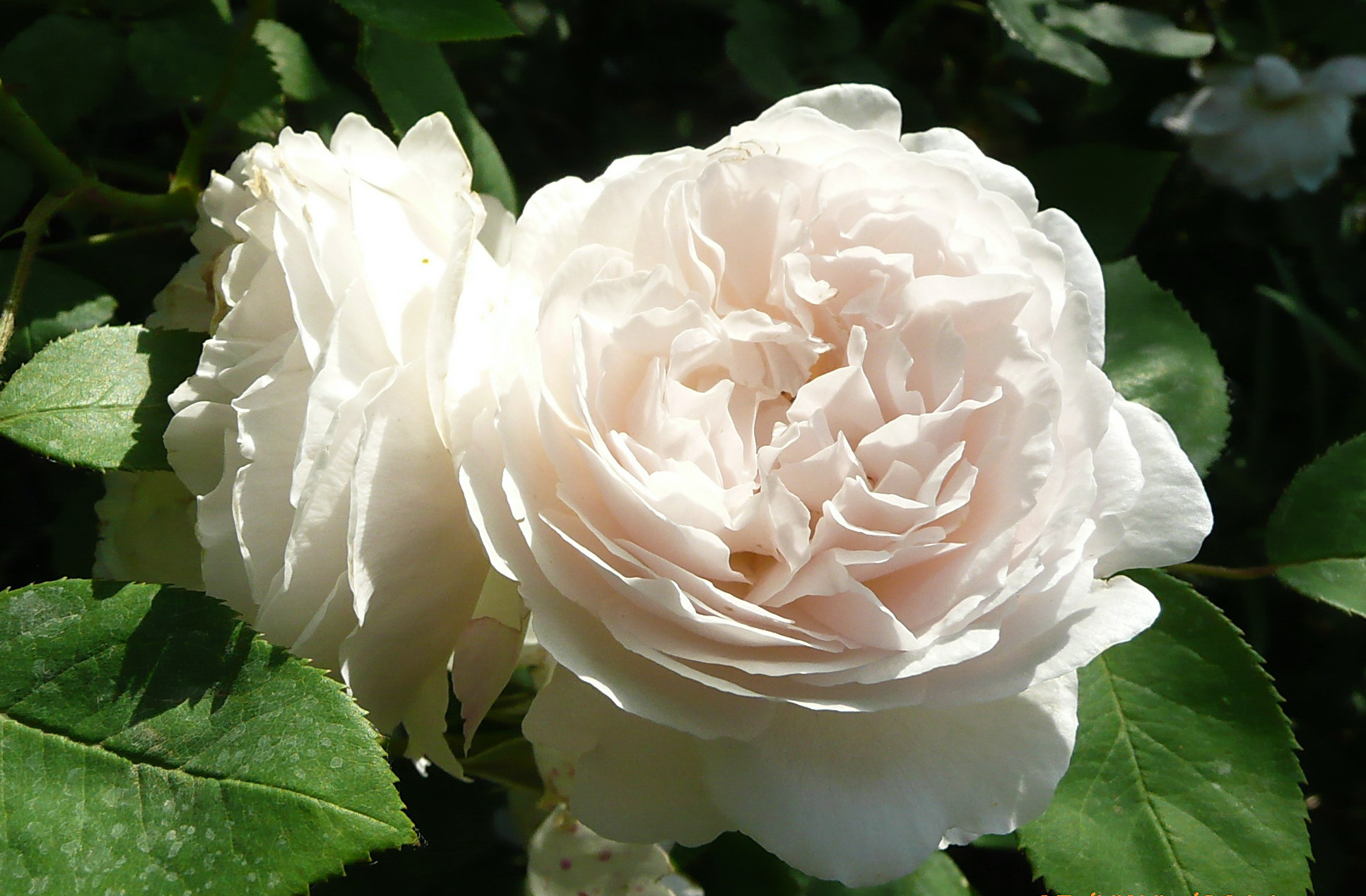
Англійська троянда Д.Остіна Winchester Cathedral

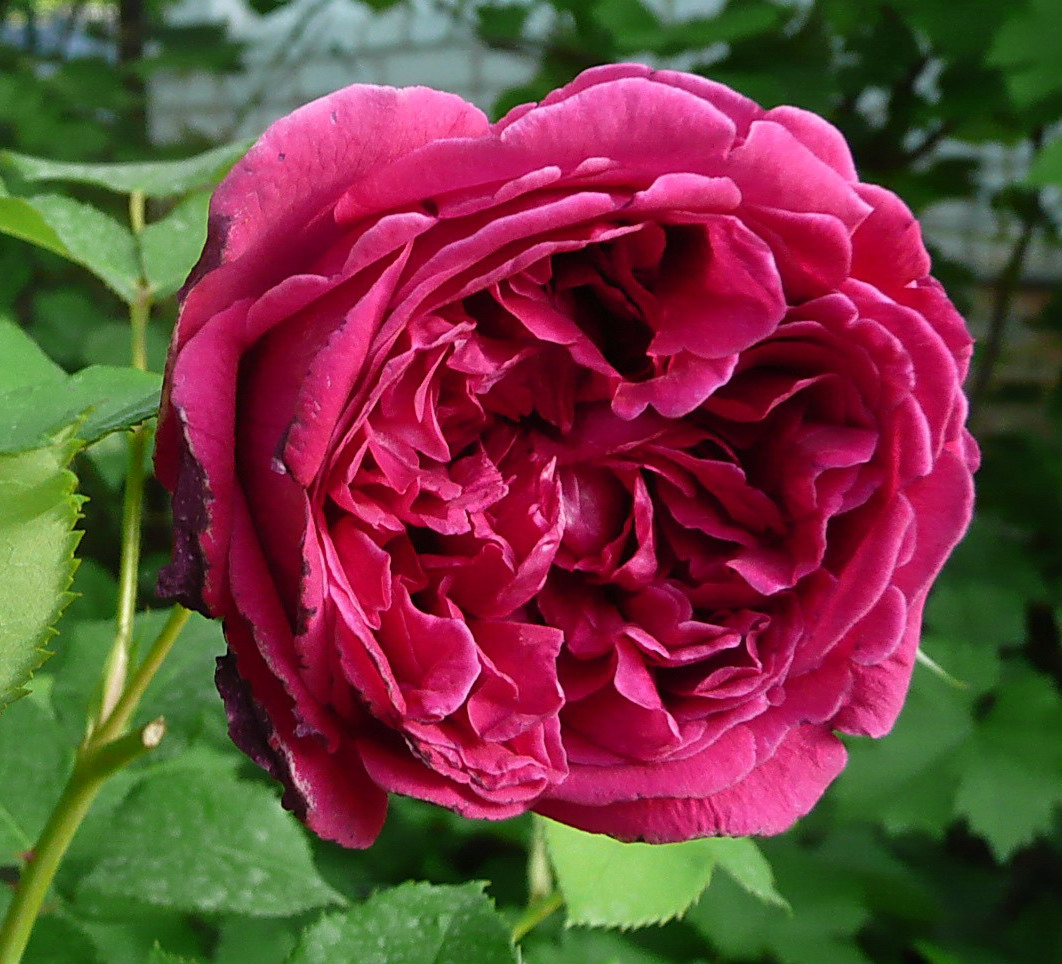
Англійська троянда Д.Остіна William Shakespeare 2000

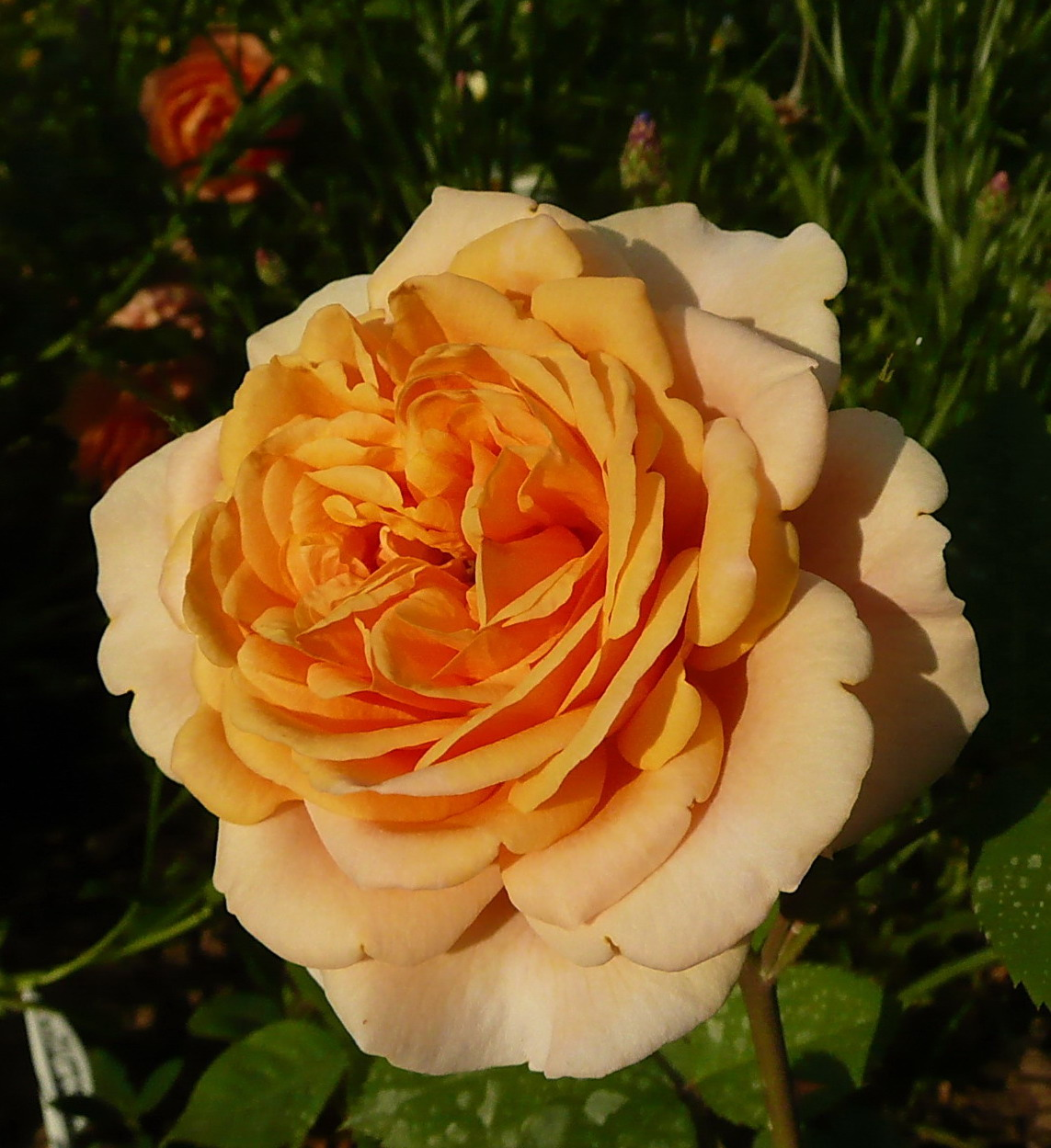
Англійська троянда Д.Остіна Charles Austin

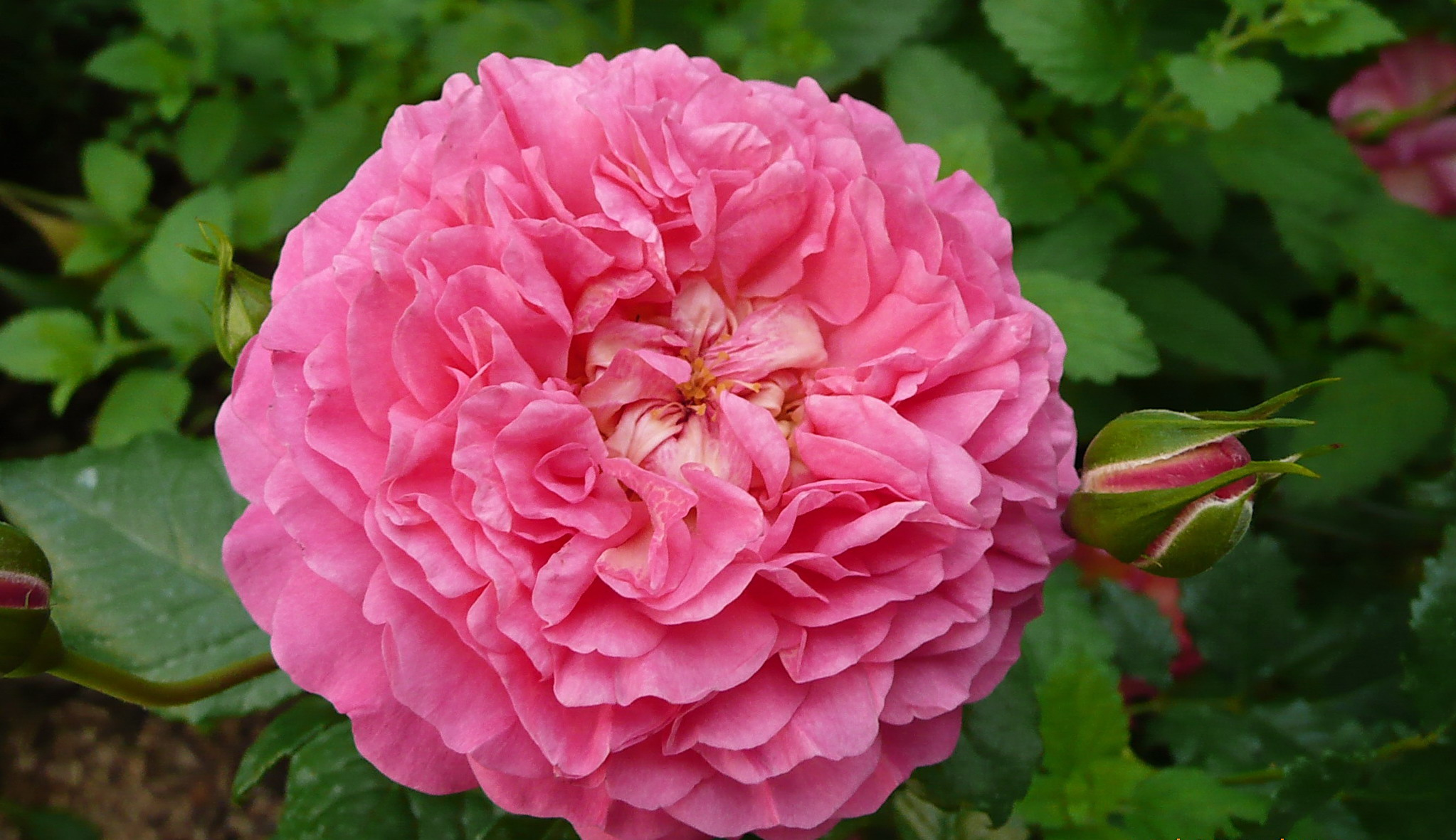
Англійська троянда Д.Остіна Christopher Marlowe

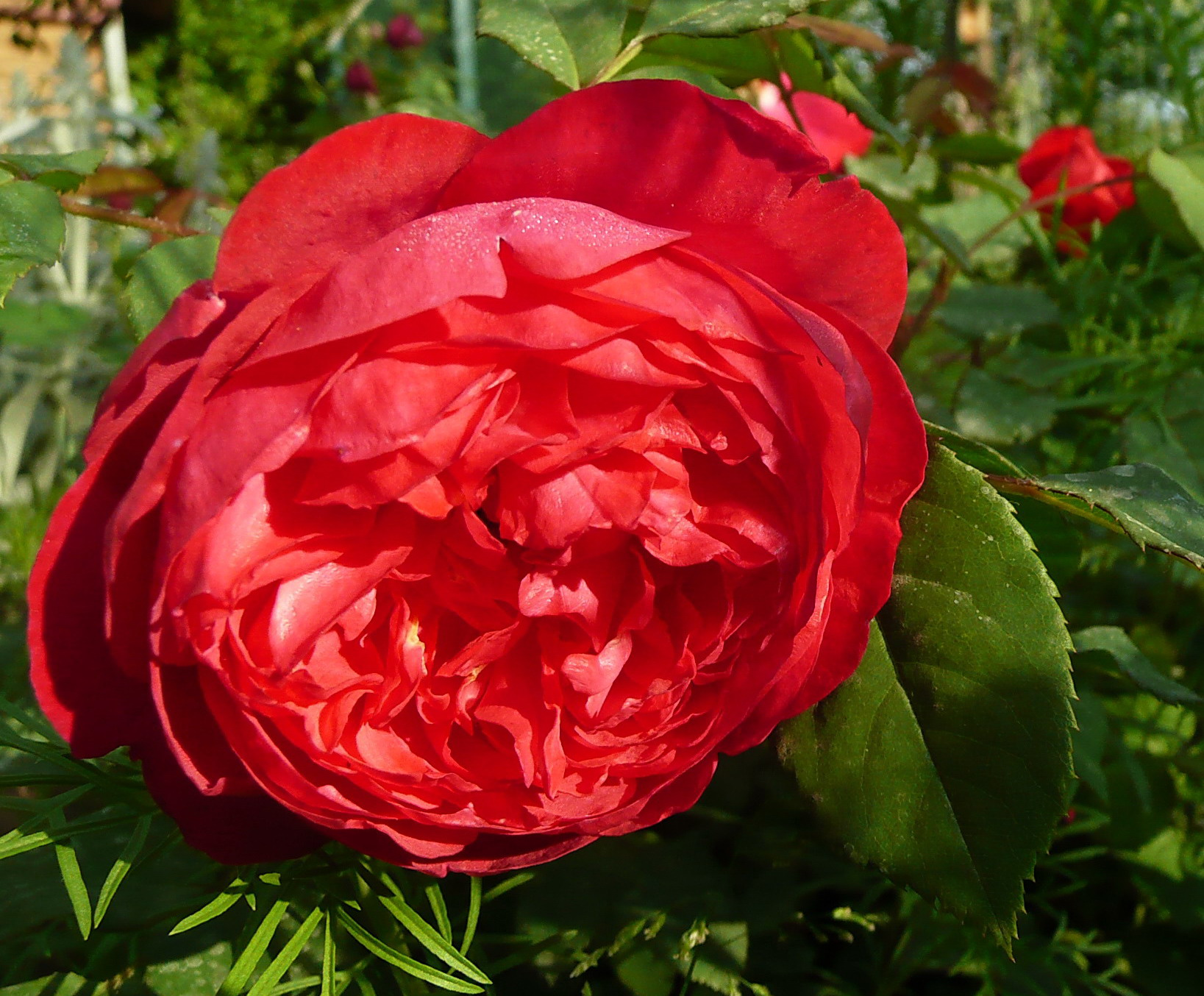
Англійська троянда Д.Остіна Benjamin Britten

Англійські види троянд Девіда Остіна відрізняються надійністю, стійкістю росту, протистоянням до несприятливих умов навколишнього середовища, рясним і тривалим цвітінням і універсальністю використання. При цьому багато-які з них вимагають мінімальної уваги садівника.
- «A Shropshire Lad»
- «Abraham Darby»
- «Alan Titchmarsh»
- «Ambridge Rose»
- «Anne Boleyn»
- «Benjamin Britten»
- «Brother Cadfael»
- «Charlotte»
- «Charles Austin»
- «Charles Darwin»
- «Charles Rennie Mackintosh»
- «Claire Austin»
- «Constance Spry»
- «Cottage Rose»
- «Christopher Marlowe»
- «Crocus Rose»
- «Crown Princess Margaretha»
- «Darcey Bussell»
- «Eglantyne»
- «English Garden»
- «Evelyn»
- «Falstaff»
- «Fisherman's Friend»
- «Francine Austin»
- «Gentle Hermione»
- «Geoff Hamilton»
- «Gertrude Jekyll»
- «Glamis Castle»
- «Grace»
- «Graham Thomas»
- «Golden Celebration»
- «Grace»
- «Graham Thomas»
- «Heritage»
- «James Galway»
- «Janet»
- «Jayne Austin»
- «Jubilee Celebration»
- «Jude the Obscure»
- «Lady Emma Hamilton»
- «Lady of Megginch»
- «Lady of Shalott»
- «Leonard Dudley Braithwaite»
- «Lichfield Angel»
- «Malvern Hills»
- «Mary Magdalene»
- «Mary Rose»
- «Miss Alice»
- «Molineux»
- «Mortimer Sackler»
- «Munstead Wood»
- «Othello»
- «Pat Austin»
- «Pegasus»
- «Port Sunlight»
- «Princess Alexandra of Kent»
- «Princess Anne»
- «Queen of Sweden»
- «Redoute»
- «Rosemoor»
- «Sharifa Asma»
- «Sister Elizabeth»
- «Sophy's Rose»
- «Spirit of Freedom»
- «Strawberry Hill»
- «St Swithun»
- «Summer Song»
- «Tamora»
- «Tea Clipper»
- «Teasing Georgia»
- «Tess of the d'Urbervilles»
- «The Alnwick Rose»
- «The Dark Lady»
- «The Generous Gardener»
- «The Herbalist»
- «The Mayflower»
- «The Pilgrim»
- «The Prince»
- «The Wedgwood Rose»
- «Tradescant»
- «Wife of Bath»
- «Wildeve»
- «William and Catherine»
- «William Morris»
- «William Shakespeare 2000»
- «Winchester Cathedral»
- «Wisley 2008»
- «Young Lycidas»